# روبرت آدمسون (فيلسوف)
روبرت آدمسون(بالإنجليزية: Robert Adamson)‏ فيلسوف اسكتلندي ولد في سنة 1852 في مدينة إدنبرة، وتوفي في سنة 1902 في مدينة غلاسكو. كان من أتباع الواقعية النقدية في الفلسفة، وجعل وعي الذات نتاج لتطور روحي.

## مؤلفاته
1. تطور الفلسفة الحديثة وقد نشر هذا الكتاب سنة 1903 أي بعد سنة من وفاته.